# Заозерье (Матигорское сельское поселение)
Заозерье — деревня в Холмогорском районе Архангельской области.

## География
Находится в центральной части Архангельской области на расстоянии приблизительно 4 км на юг по прямой от районного центра села Холмогоры на левом берегу речки Пеновка на левобережье Северной Двины.

## История
Деревня была отмечена еще в 1939 году в составе Верхнематигорского сельсовета. До 2022 года входила в Матигорское сельское поселение до его упразднения.

## Население
Численность населения: 9 человек (русские 100 %) в 2002 году, 12 в 2010.